# Oliver Bierhoff
Oliver Bierhoff (Karlsruhe, Baden-Wurtemberg, 1 de mayo de 1968) es un exfutbolista y exdirigente alemán que jugaba de delantero centro. Desde 2004 a 2022 fue director general de la selección de su país. Reconocido por su gran habilidad para rematar de cabeza, considerado uno de los mejores en ese aspecto, es también de los más importantes delanteros que pasaron por la selección alemana, siendo el décimo máximo goleador, y marcando el primer «gol de oro» que definió un campeonato en la historia del fútbol internacional en la final de la Eurocopa 1996 realizada en Inglaterra, contra República Checa.

## Biografía
En su carrera desde 1985 hasta 2003, Bierhoff jugó por los equipos de KFC Uerdingen, Hamburgo, Borussia Mönchengladbach, Austria Salzburg, Ascoli, Udinese, AC Milan, AS Monaco y Chievo Verona. Anotó un total de 103 goles en la Serie A italiana, siendo uno de los mayores anotadores no italianos en la historia de dicho torneo. En la temporada 97 - 98, fue goleador de la Serie A anotando 27 goles.
Por Alemania, Bierhoff marcó 37 goles en 70 encuentros, incluyendo dos en el resultado de 2-1 sobre República Checa en la final de la Eurocopa de 1996 después de entrar como sustituto. Anotó un soberbio gol de cabeza contra México dándole la vuelta al marcador, eliminándolo así de los octavos de final de la copa del mundo de Francia 1998. Asimismo jugó en la Eurocopa 2000 y en la Copa Mundial de Fútbol de 2002, en ese segundo mundial formó junto a Oliver Kahn y a Oliver Neuville el trío de "los tres Oliver".
Se retiró del fútbol en el Chievo Verona; en su último partido le anotó un triplete a la Juventus de Turín.
Bierhoff fue mánager de la selección alemana de 2004 a 2017. Luego asumió el cargo director deportivo de la Asociación Alemana de Fútbol desde la reforma estructural del 1 de enero de 2018 hasta el 5 de diciembre de 2022, después de la temprana eliminación de la selección alemana en el Mundial de Catar.
Además es notablemente reconocido por sus remates de cabeza y frecuentemente es recordado como uno de los mejores cabeceadores en juego.

## Clubes
| Club                     | País     | Año       |
| ------------------------ | -------- | --------- |
| Bayer Uerdingen          | Alemania | 1986-1988 |
| Hamburger SV             | Alemania | 1988-1990 |
| Borussia Mönchengladbach | Alemania | 1990      |
| SV Salzburg              | Austria  | 1990-1991 |
| Ascoli Calcio            | Italia   | 1991-1995 |
| Udinese Calcio           | Italia   | 1995-1998 |
| AC Milan                 | Italia   | 1998-2001 |
| AS Monaco                | Francia  | 2001-2002 |
| Chievo Verona            | Italia   | 2002-2003 |

## Participaciones con la selección

### Participaciones en Copas del Mundo
| Mundial                        | Sede                  | Resultado        | Partidos | Goles |
| ------------------------------ | --------------------- | ---------------- | -------- | ----- |
| Copa Mundial de Fútbol de 1998 | Francia               | Cuartos de final | 5        | 3     |
| Copa Mundial de Fútbol de 2002 | Corea del Sur y Japón | Subcampeón       | 5        | 1     |

### Participaciones en Eurocopas
| Eurocopa      | Sede                   | Resultado    | Partidos | Goles |
| ------------- | ---------------------- | ------------ | -------- | ----- |
| Eurocopa 1996 | Inglaterra             | 'Campeón'    | 3        | 2     |
| Eurocopa 2000 | Bélgica y Países Bajos | Primera fase | 1        | 0     |

## Palmarés

### Trofeos nacionales
| Título  | Club     | País   | Año     |
| ------- | -------- | ------ | ------- |
| Serie A | AC Milan | Italia | 1998/99 |

### Trofeos internacionales
| Título   | Selección         | País       | Año  |
| -------- | ----------------- | ---------- | ---- |
| Eurocopa | Selección alemana | Inglaterra | 1996 |

### Distinciones individuales
| Distinción                | Año       |
| ------------------------- | --------- |
| Capocannoniere            | 1997-1998 |
| Futbolista alemán del año | 1998      |